# Моргентау, Генри (младший)
Генри Моргентау (англ. Henry Morgenthau; 11 мая 1891, Нью-Йорк, США — 6 февраля 1967, Нью-Йорк, США) — американский государственный деятель, министр финансов США (1934—1945). Сыграл важную роль в разработке Нового курса президента Рузвельта, управлении финансовой системой США и формулировании американской внешней политики (в частности, разработке концепции ленд-лиза) во Второй мировой войне. Автор Плана Моргентау (1944) по разделению и деиндустриализации Германии.
Глава Федерального сельскохозяйственного бюро и сельскохозяйственного кредитного управления (1929—1933). Заместитель министра финансов США (1933—1934), член Демократической партии. Был наиболее близким кандидатом на пост президента США еврейского происхождения.

## Биография
Родился в Нью-Йорке в еврейской семье, сын предпринимателя и дипломата Генри Моргентау-старшего. Изучал сельское хозяйство в Корнеллском университете. В Первую мировую войну служил офицером во флоте. С 1913 года состоял в дружеских отношениях с Франклином Рузвельтом. В 1915 году женился на Элинор Фэтмэн, внучке Мейера Лемана, одного из трёх братьев-основателей банка Lehman Brothers.
Во время губернаторства Рузвельта в штате Нью-Йорк Моргентау стал советником по сельскому хозяйству (1928), а затем — управляющим заповедниками штата (1930).
В начале президентства Рузвельта Моргентау занимал посты главы Федерального сельскохозяйственного бюро и сельскохозяйственного кредитного управления. В 1933 г. — заместитель министра финансов.
Министр финансов США в период с 1934 по 1945 год. Политический и экономический советник президента США Ф. Рузвельта.
Известен как автор плана Моргентау, предложенного США в 1944 году для преобразования послевоенной Германии в ряд небольших аграрных ослабленных в промышленном и военном отношении государств, не способных больше угрожать Европе и всему миру. План так и не был воплощён в жизнь.

 Он был из числа тех членов кабинета [Рузвельта], деятельность которых не замыкалась в узковедомственные рамки и которые принимали активное участие в формировании как внутренней, так и внешней политики правительства. — Советский дипломат Н. В. Новиков
В 1945—1950 — президент, а в 1951—1953 годах — почётный президент американской общественной организации «Объединённый еврейский призыв». В 1950—1951 — президент попечительского совета Еврейского университета в Иерусалиме, в 1951—1954 — председатель Американской корпорации по финансированию и развитию Израиля.
У Генри и Элинор Моргентау было трое детей: Джоан Моргентау Хиршхорн (профессор клинической педиатрии и профилактической медицины, помощник декана по делам студентов в медицинской школе «Маунт-Синай»), Генри Моргентау III (телепродюсер и писатель) и Роберт М. Моргентау (окружной прокурор Манхэттена).

## Память
В честь Генри Моргентау назван в Израиле мошав Таль Шахар (ивр. טל שחר ‎, утренняя роса), что является переводом фамилии Моргентау с немецкого.